# Freeman (Missouri)
Freeman és una població dels Estats Units a l'estat de Missouri. Segons el cens del 2000 tenia 521 habitants.

## Demografia
Segons el cens del 2000, Freeman tenia 521 habitants, 172 habitatges, i 142 famílies. La densitat de població era de 437,3 habitants per km².
Dels 172 habitatges en un 41,3% hi vivien nens de menys de 18 anys, en un 64% hi vivien parelles casades, en un 15,7% dones solteres, i en un 17,4% no eren unitats familiars. En el 14,5% dels habitatges hi vivien persones soles el 7% de les quals corresponia a persones de 65 anys o més que vivien soles. El nombre mitjà de persones vivint en cada habitatge era de 3,01 i el nombre mitjà de persones que vivien en cada família era de 3,3.
Per edats la població es repartia de la següent manera: un 32,4% tenia menys de 18 anys, un 8,1% entre 18 i 24, un 32,2% entre 25 i 44, un 15,7% de 45 a 60 i un 11,5% 65 anys o més.
L'edat mediana era de 32 anys. Per cada 100 dones de 18 o més anys hi havia 91,3 homes.
La renda mediana per habitatge era de 46.339 $ i la renda mediana per família de 48.500 $. Els homes tenien una renda mediana de 33.750 $ mentre que les dones 23.750 $. La renda per capita de la població era de 17.450 $. Entorn del 5% de les famílies i el 9,1% de la població estaven per davall del llindar de pobresa.

## Poblacions més properes
El següent diagrama mostra les poblacions més properes.